# Girevoy
 (indiquez la date de pose grâce au paramètre date).
Certains termes anglais peu courants en français devraient être remplacés par des termes français équivalents mieux connus.

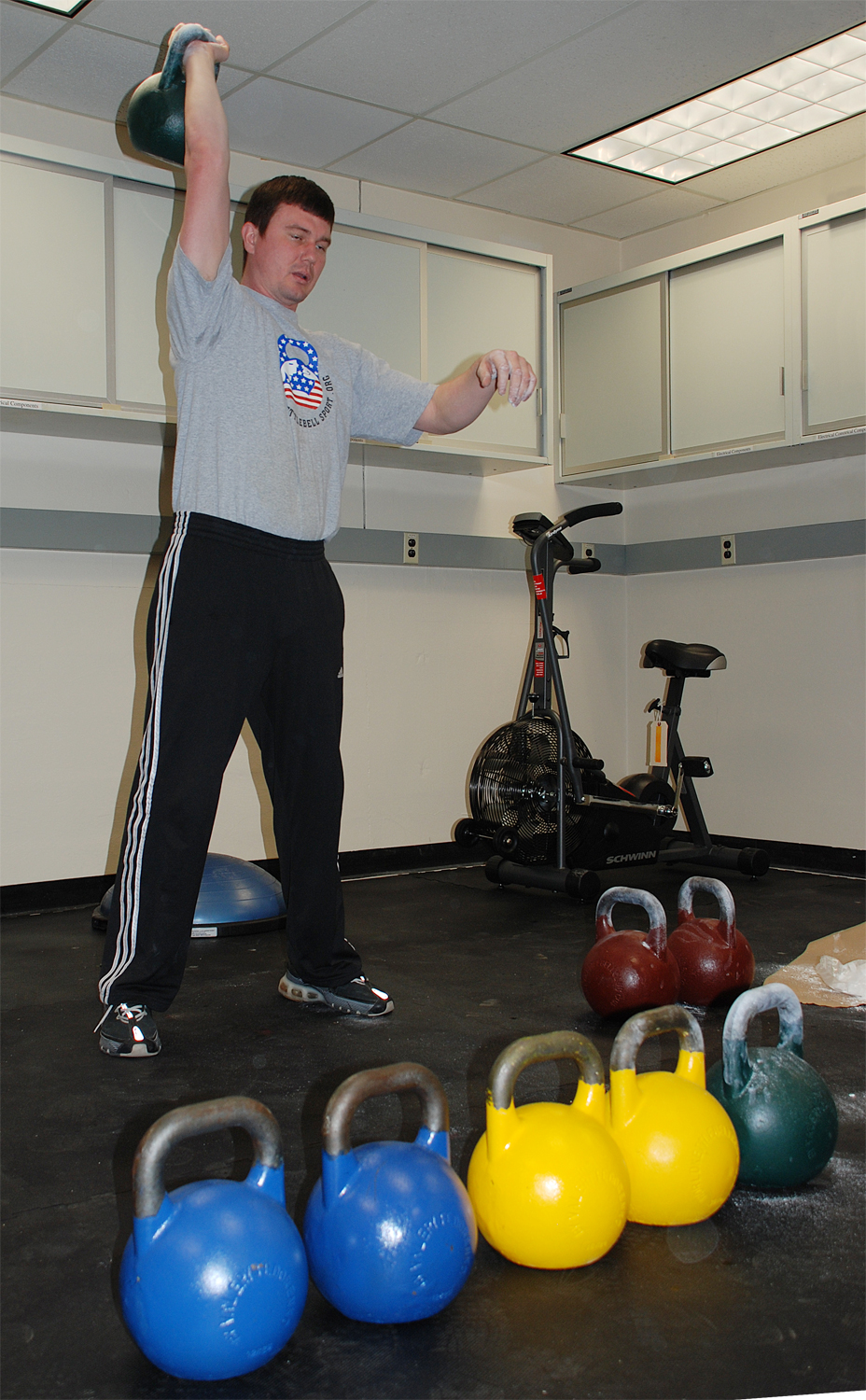
Le champion russe Valery Fedorenko fait une démonstration d'un mouvement basique de girya.

Le girevoy (/ɡiʁ.vɔj/ ou /ɡi.ʁə.vɔj/) est le sport de la girya (/ɡi.ʁja/) ou autrement nommée kettlebell par le monde anglo-saxon.
Les pratiquants de ce sport sont appelés girevik (/ɡiʁ.vik/) pour les hommes et guirevitchka pour les femmes.
La girya, ou kettlebell, est l’objet utilisé dans ce sport.
C’est un corps massif avec une poignée qui a la forme d’un arc fermé.
Le sens de girya que nous connaissons aujourd’hui est mentionné dans les dictionnaires russes depuis 1704 (PA Cherkih, 1994), et « emprunté » du persan (Gera qui signifie « poids, peser, difficile »).
Le girevoy[pas clair] donne des sensations qui feraient penser à un croisement entre haltérophilie et arts martiaux.
Une girya a une masse de 16 kg, 24 kg ou 32 kg.[réf. nécessaire]
On doit ces masses à une unité de mesure : le poud ou pood en anglais.
Un poud est environ égal à 16,38 kg. Cette unité de mesure a été surtout utilisée en Russie, Biélorussie et en Ukraine.

## Événements historiques
La girya a été utilisée dans la Grèce antique pour le développement des muscles et des démonstrations de force olympique.
Une telle utilisation a perduré tout au long du Moyen Âge.
De 1870 à 1880, le docteur V. Kraïevsky de Saint-Pétersbourg a rassemblé toutes sortes d’informations sur la culture physique et le développement du sport à travers ses voyages à travers l’Europe. Son objectif était d’améliorer la santé et le bien-être à travers la culture physique. Il a introduit des exercices avec haltères et giryas. En 1885, Il est le premier à ouvrir un centre de formation. Dix ans plus tard, suivant l’exemple de Kraïevsky, un autre médecin (EFGarnich-Garnitsky) ouvre un club d’athlétisme à Kiev, Ukraine. Les membres de l’établissement sont des lutteurs et des gymnastes.
Pendant l’époque soviétique, l'utilisation de girya se propage rapidement dans les zones rurales, dans les usines, chez les étudiants, et dans l’armée et la marine. Une anecdote circule et raconte que la girya viendrait de l’armée, et ne serait qu’un boulet de canon auquel on aurait soudé une poignée.
En 1948, la première compétition de girevoy a été suivie par 200 000 personnes. Dès lors, les giryas sont passées d’utiles pour le conditionnement physique en général à un véritable sport. Les besoins spécifiques de ce sport conduiront à la girya qui fait son apparition dans les années 1960.
L’histoire moderne de girevoy commence en 1962 avec l’unification des règles.
En 1974, le girevoy a été officiellement déclaré sport ethnique de la Russie.
Une impulsion majeure pour le développement de la girya moderne, a été l’adoption en 1985 des règles à travers l’Union soviétique, en modifiant légèrement les règles et en divisant les athlètes en cinq catégories de poids : 60 kg, 70 kg, 80 kg, 90 kg, plus de 90 kg.
Avec la chute de l’Union soviétique (1992) sont nées deux fédérations internationales : la IGSF (de l'anglais International Girya Sport Federation) et la IUKL (de l'anglais International Union of Kettlebell Lifting).

## Les règles du Girevoy
Avant 1982 il y avait trois épreuves : jeté (« jerk ») de deux giryas, développé (« press ») d'une girya et l'arraché (« snatch ») d'une girya. Sans limitation de temps.
L'épreuve de « développé » a disparu par la suite.
Le Girevoy a pris sa forme actuelle à partir de 1989 :
Hommes
1. « Biathlon », qui, comme son nom le suggère, consiste en deux épreuves : le jeté (Jerk) de deux giryas et l'arraché (Snatch) d'une girya, avec un seul changement de main possible.

Chaque épreuve dure 10 minutes maximum et les épreuves sont espacées d'une durée d'une heure.
1. « Épaulé-Jeté », ou « Long Cycle » : mouvement répétitif d'épaulé suivi de jeté de deux giryas pendant les dix minutes maximum.

Femmes
1. « Arraché » d'une girya, avec un seul changement de main possible. Durée : 10 minutes maximum.
2. « Épaulé-Jeté » d'une girya, avec un seul changement de main possible. Durée : 10 minutes maximum.

Cet exercice ne fait pas encore partie des épreuves officielles du Girevoy traditionnel, mais vu sa popularité dans les pays anglo-saxons, il ne devrait pas tarder à y être inclus.
Il existe aussi une version « non traditionnelle » du Girevoy : d'un côté, ce sont les épreuves d'une durée de 30 à 60 minutes, et de l'autre côté ce sont des épreuves de force, avec des giryas lourdes (> 32 kg). Le changement de bras est généralement illimité. Les exercices « classiques » (jeté, épaulé-jeté avec une ou deux giryas et arraché d'une girya), ainsi qu'un certain nombre d'autres exercices peuvent y être utilisés.
Le poids des giryas diffère selon le sexe, âge et niveau de l’individu.
Pour le Girevoy traditionnel ce sont :
- 16 kg pour les juniors et femmes du niveau amateur ;
- 24 kg pour les hommes niveau amateur et les femmes du niveau élite ;
- 32 kg pour les hommes du niveau élite.

La forme non-traditionnelle ne comporte aucune limitation dans son ensemble ; chaque organisateur à la liberté d'imposer ses propres règles.

## Sources
- http://igsf.biz/rules_eng.php
- http://www.giri-iukl.com/Eng/regulations_rus.html